# New York Jets 1968
La stagione 1968 dei New York Jets è stata la nona della franchigia nell'American Football League. La squadra disputò la stagione di maggior successo della sua storia, migliorando il record di 8–5–1 dell’anno precedente, vincendo per la prima volta la AFL Eastern Division con un bilancio di 11–3. Nella finale del campionato AFL batterono gli Oakland Raiders guadagnando la possibilità di disputare il Super Bowl III contro i campioni della NFL, i Baltimore Colts. In una delle più grandi sorprese della storia del football, segnata dalla famosa "garanzia" della vittoria da parte del quarterback Joe Namath, i Jets batterono i favoriti Colts per 16–7. I Jets da allora non hanno più fatto ritorno al Super Bowl e sono, con i New Orleans Saints e i Tampa Bay Buccaneers, una delle sole tre squadre ad avere vinto l'unica partecipazione alla finalissima.
Il 2 aprile 2007, NFL Network trasmise America's Game: The Super Bowl Champions, the 1968 New York Jets, con i commenti di Joe Namath, Gerry Philbin e Don Maynard e la voce narrante di Alec Baldwin.

## Scelte nel Draft 1968
| Scelte dei Jets nel Draft 1968 |        |                |       |                        |            |
| Giro                           | Scelta | Giocatore      | Ruolo | College                | Note       |
| 1                              | 17     | Lee White      | RB    | Weber St               |            |
| 2                              | 44     | Steve Thompson | DE    | Washington             |            |
| 3                              | 72     | Sam Walton     | OT    | East Texas St          |            |
| 4                              | 101    | Gary Magner    | DT    | USC                    |            |
| 5                              | 128    | Lee Jacobsen   | LB    | Kearney St             |            |
| 7                              | 182    | Oscar Lubke    | OT    | Ball St                |            |
| 8                              | 200    | Bob Taylor     | RB    | Maryland Eastern Shore | Da Miami   |
| 8                              | 210    | Jim Richards   | DB    | Virginia Tech          |            |
| 8                              | 214    | Karl Henke     | DT    | Tulsa                  | Da Houston |
| 9                              | 236    | Gary Houser    | TE    | Oregon St              |            |
| 10                             | 264    | Mike D'Amato   | DB    | Hofstra                |            |
| 11                             | 290    | Henry Owens    | WR    | Weber St               |            |
| 12                             | 318    | Ray Hayes      | OT    | Toledo                 |            |
| 13                             | 344    | Tom Myslinski  | OG    | Maryland               |            |
| 14                             | 372    | Harvey Naim    | RB    | Southern               |            |
| 15                             | 398    | Ronnie Ehrig   | DB    | Texas                  |            |
| 16                             | 426    | Tom Bilotta    | OG    | Adams St (CO)          |            |
| 17                             | 452    | Myles Strasser | RB    | Wisconsin−Oshkosh      |            |

## Calendario

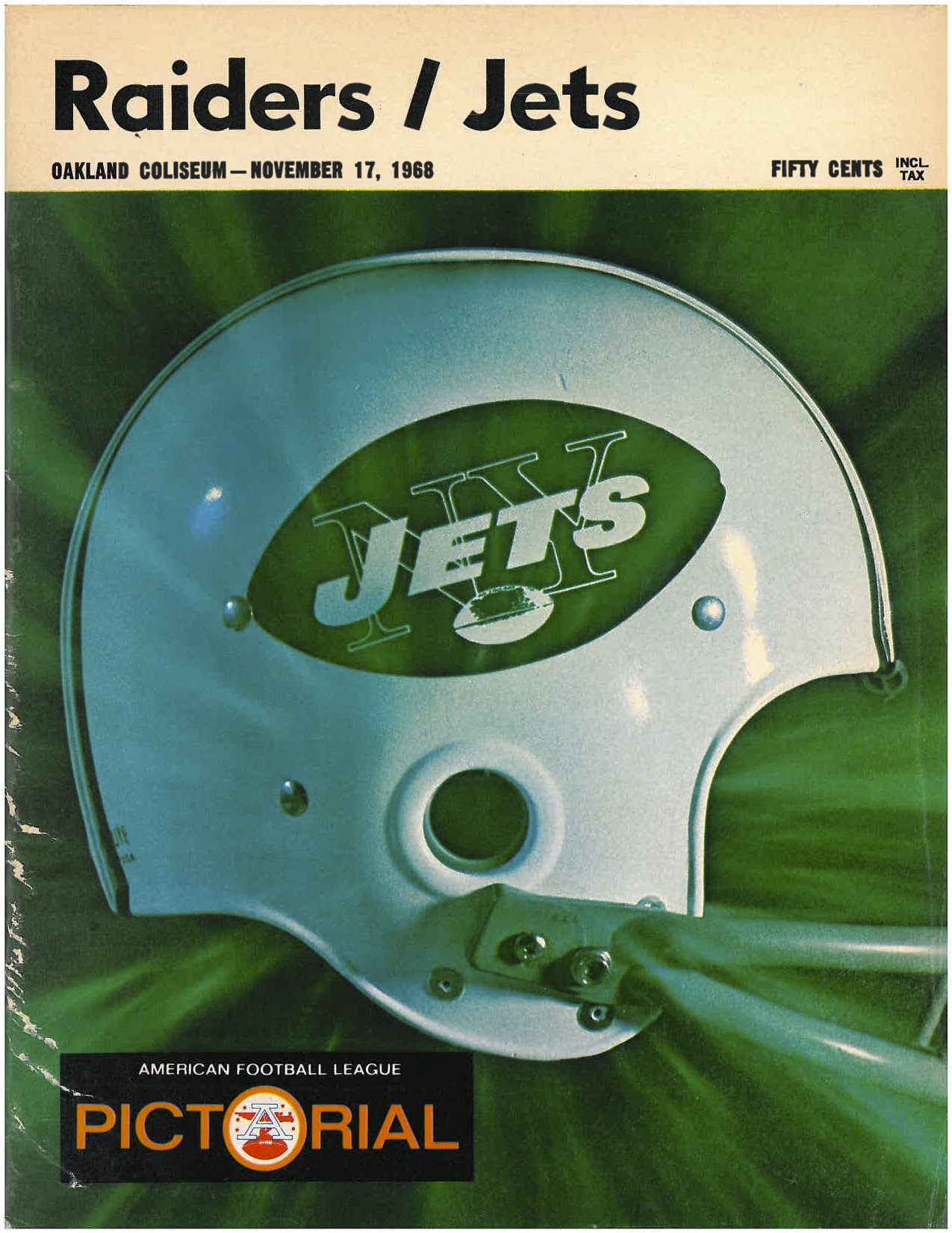
Il programma della gara della settimana 11 contro i Raiders

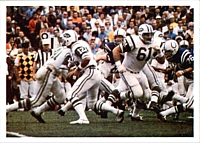
Namath (al centro) contro i Colts nel Super Bowl III

| Stagione regolare |                                 |                    |                    |                    |                                 |
| Turno             | Avversario                      | Risultato          | Punti Jets         | Punti avv.         | Stadio                          |
| 1                 | Settimana di pausa              | Settimana di pausa | Settimana di pausa | Settimana di pausa | Settimana di pausa              |
| 2                 | at Kansas City Chiefs           | V                  | 20                 | 19                 | Municipal Stadium               |
| 3                 | vs. Boston Patriots             | V                  | 47                 | 31                 | Legion Field                    |
| 4                 | at Buffalo Bills                | S                  | 35                 | 37                 | War Memorial Stadium            |
| 5                 | San Diego Chargers              | V                  | 23                 | 20                 | Shea Stadium                    |
| 6                 | Denver Broncos                  | S                  | 13                 | 21                 | Shea Stadium                    |
| 7                 | at Houston Oilers               | V                  | 20                 | 14                 | Astrodome                       |
| 8                 | Boston Patriots                 | V                  | 48                 | 14                 | Shea Stadium                    |
| 9                 | Buffalo Bills                   | V                  | 25                 | 21                 | Shea Stadium                    |
| 10                | Houston Oilers                  | V                  | 26                 | 7                  | Shea Stadium                    |
| 11                | at Oakland Raiders (Heidi Game) | S                  | 32                 | 43                 | Oakland–Alameda County Coliseum |
| 12                | at San Diego Chargers           | V                  | 37                 | 15                 | San Diego Stadium               |
| 13                | Miami Dolphins                  | V                  | 35                 | 17                 | Shea Stadium                    |
| 14                | Cincinnati Bengals              | V                  | 27                 | 14                 | Shea Stadium                    |
| 15                | at Miami Dolphins               | V                  | 31                 | 7                  | Miami Orange Bowl               |

| Playoff           |                 |           |            |            |              |
| Turno             | Avversario      | Risultato | Punti Jets | Punti avv. | Stadio       |
| AFL Champhionship | Oakland Raiders | V         | 27         | 23         | Shea Stadium |
| Super Bowl III    | Baltimore Colts | V         | 16         | 7          | Orange Bowl  |

## Classifiche
| AFL Eastern Division | AFL Eastern Division | AFL Eastern Division | AFL Eastern Division | AFL Eastern Division | AFL Eastern Division | AFL Eastern Division | AFL Eastern Division | AFL Eastern Division | AFL Eastern Division |
|                      | V                    | S                    | P                    | %                    | DIV                  | PF                   | PS                   | STR                  |                      |
| -------------------- | -------------------- | -------------------- | -------------------- | -------------------- | -------------------- | -------------------- | -------------------- | -------------------- | -------------------- |
| New York Jets        | 11                   | 3                    | 0                    | .786                 | 7–1                  | 419                  | 280                  | V4                   |                      |
| Houston Oilers       | 7                    | 7                    | 0                    | .500                 | 5–3                  | 303                  | 248                  | V2                   |                      |
| Miami Dolphins       | 5                    | 8                    | 1                    | .385                 | 4–3–1                | 276                  | 355                  | S1                   |                      |
| Boston Patriots      | 4                    | 10                   | 0                    | .286                 | 2–6                  | 229                  | 406                  | S2                   |                      |
| Buffalo Bills        | 1                    | 12                   | 1                    | .077                 | 1–6–1                | 199                  | 367                  | S8                   |                      |

Nota: I pareggi non venivano conteggiati ai fini della classifica fino al 1972.

## Statistiche
Passaggi
| Passaggi     |    |    |        |      |     |       |      |    |     |     |      |     |       |       |       |
| Giocatore    | P  | PT | Rec.   | Comp | Ten | %     | Yard | TD | TD% | Int | Int% | Max | Y/Ten | Y/P   | Rat   |
| Joe Namath   | 14 | 14 | 11–3–0 | 187  | 380 | 49.2  | 3147 | 15 | 3.9 | 17  | 4.5  | 87  | 8.3   | 224.8 | 72.1  |
| Babe Parilli | 14 | 0  |        | 29   | 55  | 52.7  | 401  | 5  | 9.1 | 2   | 3.6  | 40  | 7.3   | 28.6  | 91.6  |
| Matt Snell   | 14 | 14 |        | 1    | 1   | 100.0 | 26   | 0  | 0.0 | 0   | 0.0  | 26  | 26.0  | 1.9   | 118.7 |
| Tot NYJ      | 14 |    | 11–3–0 | 217  | 436 | 49.8  | 3574 | 20 | 4.6 | 19  | 4.4  | 87  | 8.2   | 255.3 | 74.8  |
| Tot avv.     | 14 |    |        | 187  | 403 | 46.4  | 2567 | 17 | 4.2 | 28  | 6.9  |     | 6.4   | 183.4 | 77.9  |

Corse
| Corse           |    |    |     |      |    |     |       |       |
| Giocatore       | P  | PT | Ten | Yard | TD | Max | Y/Ten | Y/P   |
| Matt Snell      | 14 | 14 | 179 | 743  | 6  | 60  | 4.2   | 53.4  |
| Emerson Boozer  | 12 | 12 | 143 | 441  | 5  | 33  | 3.1   | 36.8  |
| Bill Mathis     | 14 | 2  | 74  | 208  | 5  | 16  | 2.8   | 14.9  |
| Billy Joe       | 10 | 0  | 42  | 186  | 3  | 32  | 4.4   | 18.6  |
| George Sauer    | 14 | 14 | 2   | 21   | 0  | 15  | 10.5  | 1.5   |
| Mark Smolinski  | 14 | 0  | 12  | 15   | 0  | 5   | 1.3   | 1.1   |
| Joe Namath      | 14 | 14 | 5   | 11   | 2  | 4   | 2.2   | 0.8   |
| Babe Parilli    | 14 | 0  | 7   | −2   | 1  | 10  | −0.3  | −0.1  |
| Curley Johnson  | 14 | 1  | 2   | −6   | 0  | 0   | −3.0  | −0.4  |
| Bill Rademacher | 14 | 0  | 1   | −13  | 0  | −13 | −13.0 | −0.9  |
| Totale NYJ      | 14 |    | 467 | 1608 | 22 | 60  | 3.4   | 114.9 |
| Totale avv.     | 14 |    | 368 | 1195 | 9  |     | 3.2   | 85.4  |

Ricezioni
| Ricezioni       |    |    |     |      |      |    |     |      |       |
| Giocatore       | P  | PT | RIc | Yard | Y/R  | TD | Max | R/P  | Y/P   |
| George Sauer    | 14 | 14 | 66  | 1141 | 17.3 | 3  | 43  | 4.7  | 81.5  |
| Don Maynard     | 13 | 13 | 57  | 1297 | 22.8 | 10 | 87  | 4.4  | 99.8  |
| Pete Lammons    | 13 | 13 | 32  | 400  | 12.5 | 3  | 27  | 2.5  | 30.8  |
| Matt Snell      | 14 | 14 | 16  | 105  | 6.6  | 1  | 39  | 1.1  | 7.5   |
| Emerson Boozer  | 12 | 12 | 12  | 101  | 8.4  | 0  | 23  | 1.0  | 8.4   |
| Bake Turner     | 13 | 1  | 10  | 241  | 24.1 | 2  | 71  | 0.8  | 18.5  |
| Bill Mathis     | 14 | 2  | 9   | 149  | 16.6 | 1  | 31  | 0.6  | 10.6  |
| Mark Smolinski  | 14 | 0  | 6   | 40   | 6.7  | 0  | 19  | 0.4  | 2.9   |
| Curley Johnson  | 14 | 1  | 5   | 78   | 15.6 | 0  | 18  | 0.4  | 5.6   |
| Billy Joe       | 10 | 0  | 2   | 11   | 5.5  | 0  | 11  | 0.2  | 1.1   |
| Bill Rademacher | 14 | 0  | 2   | 11   | 5.5  | 0  | 6   | 0.1  | 0.8   |
| Totale NYJ      | 14 |    | 217 | 3574 | 16.5 | 20 | 87  | 15.5 | 255.3 |
| Totale avv.     | 14 |    | 187 | 2168 | 11.6 | 17 |     | 13.4 | 154.9 |

## Premi
- Joe Namath:

MVP del Super Bowl